# Coryphoda albidicollis
Coryphoda albidicollis är en insektsart som först beskrevs av Blanchard 1851.  Coryphoda albidicollis ingår i släktet Coryphoda och familjen vårtbitare. Inga underarter finns listade i Catalogue of Life.